# Wilhelm Friedemann Bach
Wilhelm Friedemann Bach (22. listopadu 1710, Výmar – 1. července 1784, Berlín) byl německý hudební skladatel a hudebník. Byl druhým dítětem a nejstarším synem skladatele Johanna Sebastiana Bacha; jeho matkou byla první manželka Johanna Sebastiana Marie Barbara Bachová.

## Život
Narodil se ve Výmaru, kde byl jeho otec zaměstnán jako varhaník a komorní hudebník ve službách vévody sasko-výmarského Arnošta Augusta I. (1707–1748). V červenci 1720, když bylo Wilhelmovi 9 let, matka náhle zemřela a Johann Sebastian Bach se v prosinci 1721 znovu oženil. Hudebnímu vzdělání syna věnoval Johann Sebastian velkou pozornost. Pro výuku klavíru zkomponoval už v roce 1720 v Köthenu Clavier-Büchlein für Wilhelm Friedemann Bach (Klavírní knížka pro Wilhelma Friedemanna Bacha), do které přispíval prvními skladebnými pokusy i Wilhelm. Další studium zahrnovalo části z Francouzských suit, Dvouhlasých invencí, Tříhlasých invencí, první svazek Temperovaného klavíru a šest Triových sonát pro varhany. Ve věku 16 let byl poslán do Merseburgu, aby studoval hru na housle u Johanna Gottlieba Grauna.
Vedle hudebního vzdělání se Wilhelmovi dostalo i dobrého klasického vzdělání. Když J. S. Bach přijal v roce 1723 místo ředitele kůru v chrámu sv. Tomáše v Lipsku, zapsal Wilhelma a jeho mladšího bratra Carla Philippa Emanuela do školy u svatého Tomáše, prestižního lipského gymnázia. Bach sám, který byl sirotkem od svých deseti let, se vyjádřil, že zaměstnání v Lipsku přijal zejména proto, aby zajistil svým dětem kvalitní vzdělání. Po absolvování Thomasschule studoval nejprve práva na Lipské univerzitě a později přešel na univerzitu v Halle a vedle práv studoval také matematiku. Matematika se stala jeho celoživotním koníčkem a ve studiu matematiky pokračoval i v době svého prvního zaměstnání v Drážďanech.
V roce 1733 byl Wilhelm jmenován varhaníkem v chrámu sv. Sofie poblíž Zwingeru. Jako soutěžní skladbu při konkurzu na toto místo hrál novou verzi otcova Preludia a fugy G-dur, BWV 541. Porota ocenila Wilhelma jako jasně převyšujícího další dva kandidáty. Pověst vynikajícího varhaníka ho pak provázela po celý život. Mezi mnoha jeho žáky v Drážďanech byl také Johann Gottlieb Goldberg, jehož jméno je zvěčněno v názvu skladby J. S. Bacha z roku 1742 Goldbergovské variace. Údajně si tuto skladbu u Bacha objednal ruský velvyslanec hrabě Hermann Carl von Keyserlingk a Goldberg, který byl u Keyserlinga zaměstnán, je hrál, když hrabě trpěl nespavostí. Jiná verze je, že Variace byly psány přímo pro Wilhelma jako koncertní skladba.

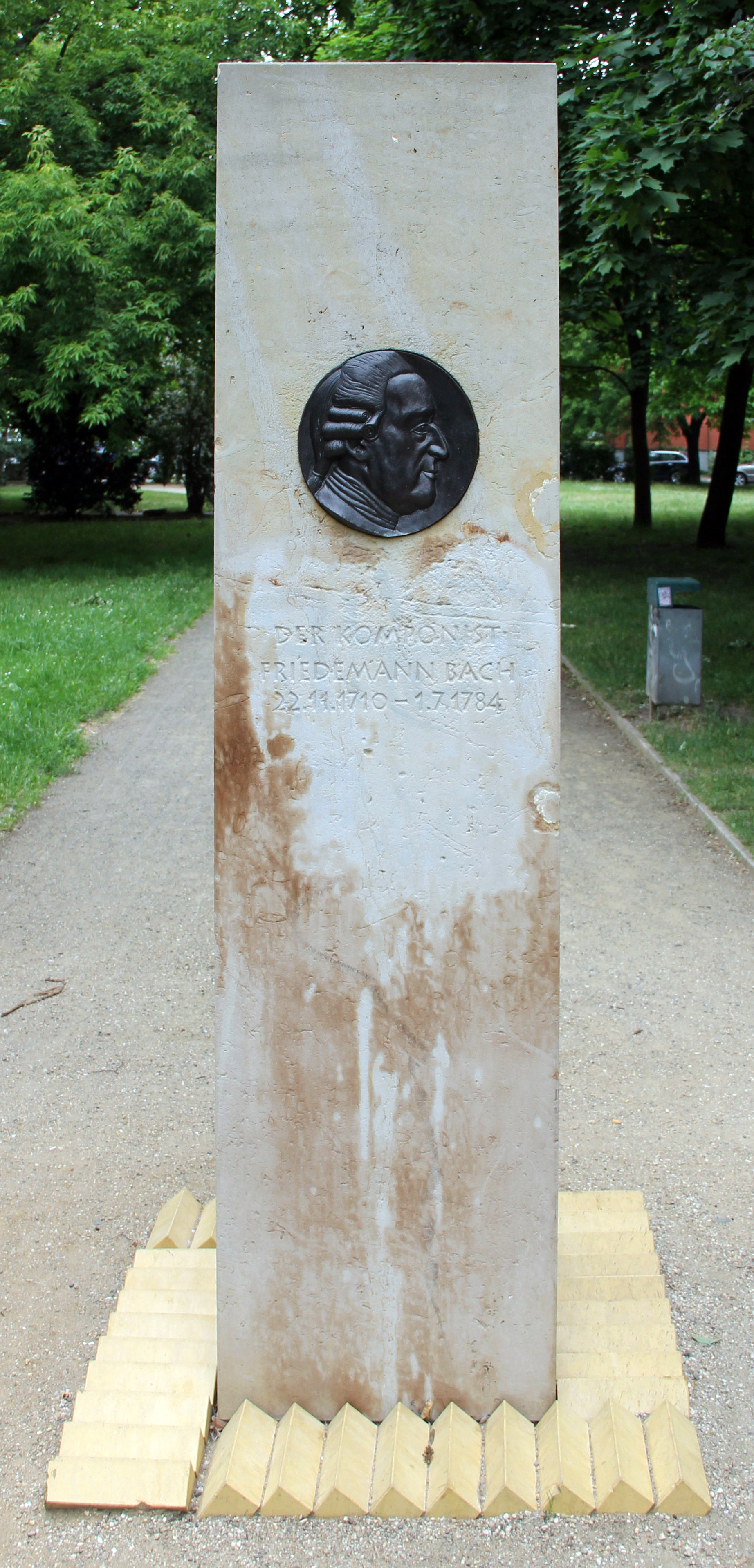
Památník skladatele v Berlíně

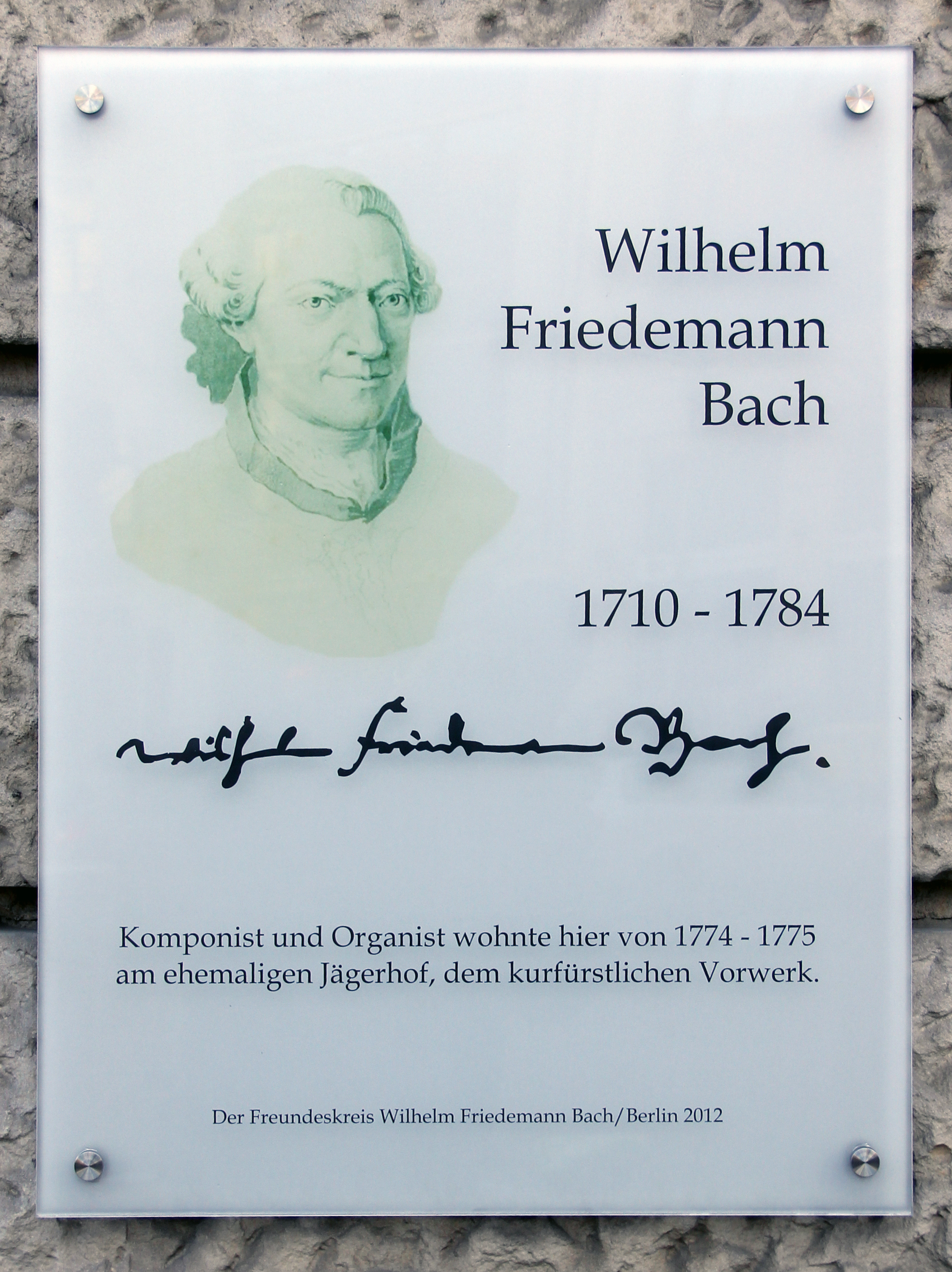
Pamětní deska Wilhelma Friedemanna Bacha, (Oberwallstraße 9, Berlin-Mitte)

V roce 1746 se Wilhelm stal varhaníkem v kostele Panny Marie v Halle. V roce 1751 se oženil s Dorotheou Elisabeth Georgiovou (1721–1791), která byla o 11 let mladší a o 7 let ho přežila. Byla dcerou výběrčího daní. Pozemky, které zdědila, způsobily, že se na rodinu vztahovalo vyšší daňové pásmo. Po zvýšení daní, které si vyžádala úhrada nákladů sedmileté války, musela část pozemků v roce 1770 prodat. Měli dva syny a dceru Friedericu Sophii, která jediná se dožila dospělosti. Její potomci se vystěhovali do Oklahomy.
Wilhelm nebyl v Halle spokojený od samého počátku. V roce 1749 se přidal konflikt s ředitelem kůru Gottfriedem Mittagem, který zneužil prostředky, které byly určeny pro Wilhelma. V roce 1750 byl napomenut církevními úřady za to, že si protáhl volno povolené k vypořádání otcovy pozůstalosti v Lipsku. Učinil několik marných pokusů najít si jiné působiště: V roce 1753 se ucházel o post varhaníka v Žitavě, v letech 1758 a 1759 se zajímal o místo kapelníka ve Frankfurtu nad Mohanem. Ani snaha stát se dvorním kapelníkem v Darmstadtu roku 1762 nebyla úspěšná. Z nejasných důvodů se jednání protahovalo. Místo sice nezískal, ale nějakou dobu zřejmě užíval titul „Hofkapellmeister of Hessen-Darmstadt“, jak je uveden na dedikaci Cembalového koncertu e-moll.
V červnu 1764 opustil své zaměstnání v Halle, aniž by měl zajištěno náhradní. Jeho finanční situace se zhoršila natolik, že v roce 1768 požádal o návrat do Halle, nebylo mu však vyhověno. Živil se nadále pouze výukou hudby, takže není divu, že zemřel v chudobě. V roce 1770 opustil Halle a žil několik let v Braunschweigu, kde marně žádal o místo varhaníka v chrámu sv. Kateřiny. Živila ho výuka hudby a příležitostné koncertní vystupování. Roku 1774 se natrvalo přestěhoval do Berlína, kde byl zprvu příznivě přijat princeznou Annou Amálií (sestrou Fridricha II. Velikého), která sama byla schopnou cembalistkou a varhanicí. Později však, za dosud nevyjasněných okolností, upadl v nemilost. V roce 1779 se bezúspěšně pokoušel získat místo varhaníka při kostele Pany Marie. Zemřel roku 1784 v Berlíně na zápal plic.
Dřívější životopisci předpokládali, že Wilhelmova vzpurná a obtížná osobnost snižovala jeho schopnost získat a udržet bezpečné zaměstnání. Nicméně hudební vědec David Schulenberg uvádí, že to mohlo být také způsobeno změněnými společenskými podmínkami v té době, kdy se stalo obtížným pro samostatného virtuóza uspět ve vztazích k chrámu a dvoru. Kromě toho byl zřejmě méně schopen než jeho mladší kolegové psát hudbu přístupnou širší veřejnosti.
Vždy byla obdivována jeho improvizační schopnost. Spekulovalo se o tom, že jeho otec nastavil ve skladbě laťku tak vysoko, že syn se spíše soustředil na rozvoj improvizačních schopností než na kompozici. Důkazem pro toto tvrzení měl být fakt, že množství jeho vlastních skladeb se výrazně zvýšilo v Drážďanech a v Halle.
Jeho dílo obsahuje mnoho chrámových kantát a instrumentálních skladeb, z nichž jsou nejpozoruhodnější fugy, polonézy, fantasie pro klavír a dueta pro dvě flétny. Obsahují mnohem více kontrapunktických prvků, které se naučil od svého otce, než skladby jeho tří bratří skladatelů. Jejich provedení má mimořádné individuální a improvizační rysy, které si získaly obdiv hudebníků koncem 19. století, kdy nastalo oživení zájmu o jeho dílo.
Wilhelm Friedemann Bach bývá zaměňován se skladatelem Wilhelmem Friedrichem Ernstem Bachem, který byl jeho synovcem. Wilhelm sám byl jedním z modelů pro filosofický dialog Denise Diderota Le Neveu de Rameau (Rameauův synovec).
Bach přitahoval pozornost umělců, kteří v jeho osobnosti spatřovali směsici geniality a dekadence, skladatele, který se nedokázal vyrovnat se životem ve stínu svého slavného otce. Roku 1858 vyšel román Alberta Emila Brachvogela Friedmann Bach, který se dočkal mnoha pozdějších vydání. Jiný německý spisovatel, Hans Franck, uveřejnil v roce 1964 román Friedemann. Der Sohn des Johann Sebastian Bach. V roce 1941 byl v Německu natočen životopisný film Friedemann Bach, který režírovali Traugott Müller a Gustaf Gründgens, který si zahrál titulní roli. Jeho otce Johanna Sebastiana hrál Eugen Klöpfer.

## Dílo
Soupis díla zpracoval v roce 1913 dr. Martin Falck. Je dostupný např. ZDE. V závorce je uvedeno číslo Falckova seznamu a přibližný letopočet vzniku díla.

### Symfonie
- Symphonie C-dur (F 63, ca 1733-46)
- Symphonie F-dur (F 67, 1733-46)
- Symphonie G-dur (F 68, 1733-46)
- Symphonie G-dur (F 69, 1733-46)
- Symphonie A-dur (F 70, 1733-46)
- Symphonie B-dur (F 71, 1733-46)
- Symphonie D-dur (F 64, 1746-64)
- Symphonie d-moll (F 65, ?)
- Symphonie d-moll (F 66, ?)

### Koncerty
- Cembalokonzert G-dur (F 40, před 1735)
- Cembalokonzert D-dur (F 41, ca 1733-46)
- Cembalokonzert F-dur (F 44, ca 1733-46)
- Cembalokonzert e-moll (F 43, před 1767)
- Cembalokonzert a-moll (F 45, ?)
- Cembalokonzert Es-dur (F 46, ?)

### Sonáty
- Cembalosonate C-dur (F 1, ca 1745)
- Cembalosonate D-dur (F 3, 1745)
- Cembalosonate F-dur (F 6, před 1745)
- Cembalosonate G-dur (F 7, před 1745)
- Cembalosonate A-dur (F 8, před 1745)
- Cembalosonate B-dur (F 9, před 1745)
- Cembalosonate Es-dur (F 5, 1748)
- Cembalosonate F-dur (Concerto a duoi cembali concertati) (F 10, 1773)
- Cembalosonate C-dur (F 2, ca 1778)
- Cembalosonate D-dur (F 4, ca 1778)
- Triosonate D-dur (F 47, před 1762 ?)
- Triosonate D-dur (F 48, před 1762 ?)
- Triosonate B-dur (F 50, před 1768)

### Klavírní skladby
- Menuet (F 25,1, před 1733)
- Presto (F 25,2, před 1733)
- Bourleska (F 26, před 1733)
- La Reveille (F 27, před 1733)
- Gigue (F 28, před 1733)
- Andante (Preludio) (F 29, před 1733)
- Fuge c-moll (F 32, před 1735)
- Fuge F-dur (F 33, před 1735)
- Fuge B-dur (F 34, před 1735)
- Fantasie C-dur (F 14, 1733-1746)
- Fantasie D-dur (F 17, 1733-46)
- Fantasie d-moll (F 18, 1733-46)
- Fantasie d-moll (F 19, 1733-46)
- Fantasie e-moll (F 21, 1733-46)
- Fantasie G-dur (F 22, 1733-46)
- Fantasie a-moll (F 23, 1733-46)
- Polonaise C-dur (F 12 Nr. 1, okolo 1765)
- Polonaise c-moll (F 12 Nr. 2, okolo 1765)
- Polonaise D-dur (F 12 Nr. 3, okolo 1765)
- Polonaise d-moll (F 12 Nr. 4, okolo 1765)
- Polonaise Es-dur (F 12 Nr. 5, okolo 1765)
- Polonaise es-moll (F 12 Nr. 6, okolo 1765)
- Polonaise E-dur (F 12 Nr. 7, okolo 1765)
- Polonaise e-moll (F 12 Nr. 8, okolo 1765)
- Polonaise F-dur (F 12 Nr. 9, okolo 1765)
- Polonaise f-moll (F 12 Nr. 10, okolo 1765)
- Polonaise G-dur (F 12 Nr. 11, okolo 1765)
- Polonaise g-moll (F 12 Nr. 12, okolo 1765)
- Polonaise C-dur (F 13, okolo 1765)
- Fantasie c-moll (F 15, 1784)
- Fantasie c-moll (F 16, 1784)
- Fantasie e-moll (F 20, 1784)
- Suite g-moll (F 24, ?)
- Marsch Es-dur (F 30, ?)
- Fuge C-dur (F 31 Nr. 1, ?)
- Fuge c-moll (F 31 Nr. 2, ?)
- Fuge D-dur (F 31 Nr. 3, ?)
- Fuge d-moll (F 31 Nr. 4, ?)
- Fuge Es-dur (F 31 Nr. 5, ?)
- Fuge e-moll (F 31 Nr. 6, ?)
- Fuge B-dur (F 31 Nr. 7, ?)
- Fuge f-moll (F 31 Nr. 8, ?)

### Varhanní skladby
- Fuge F-dur (F 36, ?)
- Fuge g-moll (F 37, ?)
- Nun kommt der Heiden Heiland (F 38,1a, ?)
- Christe, der du bist Tag und Licht (F 38,1b, ?)
- Jesu, meine Freude (F 38,1c, ?)
- durch Adams Fall (F 38,1d, ?)
- Was mein Gott will (F 38,1e, ?)
- Wir Christenleut (F 38,1f, ?)
- Wir danken dir, Herr Jesu Christ (F 38,1g, ?)

### Dua
- Duo e-moll (F 54, 1733-46)
- Duo Es-dur (F 55, 1733-46)
- Duo F-dur (F 57, 1733-46)Dur
- Duo G-dur (F 59, 1733-46)
- Duo Es-dur (F 56, po 1770)
- Duo f-moll (F 58, po 1770)
- Duo C-dur (F 60, po 1770)
- Duo C-dur (F 61, po 1770)
- Duo g-moll (F 62, po 1770)
- Cembalosonate F-dur (Concerto a duoi cembali concertati) (F 10, okolo 1773)

### Tance
- Menuet (F 25,1, před 1733)
- Polonaise C-dur (F 12 Nr. 1, okolo 1765)
- Polonaise c-moll (F 12 Nr. 2, okolo 1765)
- Polonaise D-dur (F 12 Nr. 3, okolo 1765)
- Polonaise d-moll (F 12 Nr. 4, okolo 1765)
- Polonaise Es-dur (F 12 Nr. 5, okolo 1765)
- Polonaise es-moll (F 12 Nr. 6, okolo 1765)
- Polonaise E-dur (F 12 Nr. 7, okolo 1765)
- Polonaise e-moll (F 12 Nr. 8, okolo 1765)
- Polonaise F-dur (F 12 Nr. 9, okolo 1765)
- Polonaise f-moll (F 12 Nr. 10, okolo 1765)
- Polonaise G-dur (F 12 Nr. 11, okolo 1765)
- Polonaise g-moll (F 12 Nr. 12, okolo 1765)

### Chrámové skladby
- Deutsche Messe (F 98, )

Kantáty
- Wer mich liebet (F 72, 1746)
- Der Herr zu deiner Rechten (F 73, 1747)
- Wir sind Gottes Werke (F 74, 1748)
- Lasset uns ablegen (F 80, 1749)
- Dienet dem Herrn mit Freuden (F 84, 1755)
- Der Herr wird mit Gerechtigkeit richten (F 81, před 1756)
- Der Höchste erhöret (F 86, 1756)
- Verhängnis, dein Wüten (F 87, po 1756)
- Auf, Christen, posaunt (F 95, 1763)
- Herz, mein Herr, sei ruhig (F 97, 1774-84)
- Gott fähret auf (F 75, )
- Wohl dem, der den Herrn fürchtet (F 76, ?)
- Vergnügte Ruh (F 77, ?)
- Heilig, heilig ist Gott (F 78, ?)
- ... Gnade finden (F 79, ?)
- Wie schön leuchtet uns (F 82, ?)
- Erzittert und fallet (F 83, ?)
- Dies ist der Tag, da Jesu Leidenskraft (F 85, ?)
- Ertönet, ihr seligen Völker (F 88, ?)
- Es ist eine Stimme eines Predigers (F 89, ?)
- Wo geht die Lebensreise hin (F 91, ?)
- O Wunder, wer kann dies fassen (F 92, ?)
- Ach, dass du den Himmel zerrissest (F 93, ?)
- Zerbrecht, zerreißt (F 94, ?)

Sbory
- Agnus Dei (F 98b, ?)
- Amen und Halleluja (F 99, ?)
- Kyrie (F 100, ?)